# Templo de Chaturbhuj (Orchha)
El templo de Chaturbhuj (en devanagari: चतुर्भुज मंदिर), es un templo hinduista de la India dedicado a Vishnu, situado en Orchha en Madhya Pradesh. El nombre de Chaturbhuj (en sánscrito: र्भुज), en donde ‘chatur’ (चतु:) significa ‘cuatro’ y ‘bhuj’ (भुजा) significa ‘armas’, literalmente se traduce como «uno que tiene cuatro brazos», refiriéndose a Rama, un avatar de Vishnu.  El templo es una compleja edificación de varios pisos y tiene características arquitectónicas de un templo, una fortaleza y un palacio.
El templo se construyó originalmente para deificar una imagen de Rama como deidad principal, pero esa imagen se instaló en el templo de Rama Raja dentro del complejo del Fuerte de Orchha. En la actualidad es adorada en el templo una imagen de Radha Krishna.
Con 105 m de altura, fue la edificación más alta en el subcontinente indio desde 1558 hasta 1970.

## Localización
El templo se encuentra en la ciudad de Orchha, justo fuera de los límites del complejo del fuerte de Orchha, al sur del templo de Rama Raja.. Está en una isla formada por el río Betwa. Se puede acceder a Orccha por aire desde el aeropuerto deGwalior, a 119 km de distancia; vuelos regulares operan desde Delhi y Bhopal. Por carretera se puede acceder desde un desvío de la autopista Jhansi-Khajuraho. La estación ferroviaria más cercana está en Jhansi, que se encuentra a 16 km de distancia.

## Historia
El templo fue construido por los rajputs Bundela del reino de Orchha. Su construcción fue iniciada por Madhukar Shah y fue completada por su hijo, Vir Singh Deo a principios del siglo XVI. Madhukar Shah construyó el templo para su esposa, Rani Ganeshkuwari.
Según una leyenda local, el templo fue construido después de que la reina tuvo una «visita en un sueño» por parte del señor Rama, en el que le pidió que construyera un templo para él; mientras que su esposo, Madhukar Shah, era un devoto de Krishna, la dedicación de su esposa era para Rama. Después de la aprobación para construir el templo de Chaturbhuja, la reina fue a Ayodhya para obtener una imagen de Rama para ser consagrada en su nuevo templo. Inicialmente mantuvo el ídolo en su palacio, llamado Rani Mahal, ya que el templo de Chaturbhuj todavía estaba en construcción. Ella no estaba al tanto de la ley por la que una imagen deificada en un templo no podía ser guardada en un palacio. Por esta razón, una vez que se finalizó la construcción del templo, se denegó la autorización para trasladadar el ídolo desde el palacio. En lugar del templo de Chaturbuj, el ídolo de Rama permaneció. El templo permaneció sin un ídolo en su santuario. Como Rama era adorado en el palacio, se convirtió en el templo de Ram Raja; es el único santuario en el país donde se adora a Rama como a un rey.
La gestión del templo en la actualidad es responsabilidad del Ram Raja Trust. Sin embargo, la conservación de la edificación del templo en sí está bajo el control del Departamento de Arqueología del Estado.

## Características

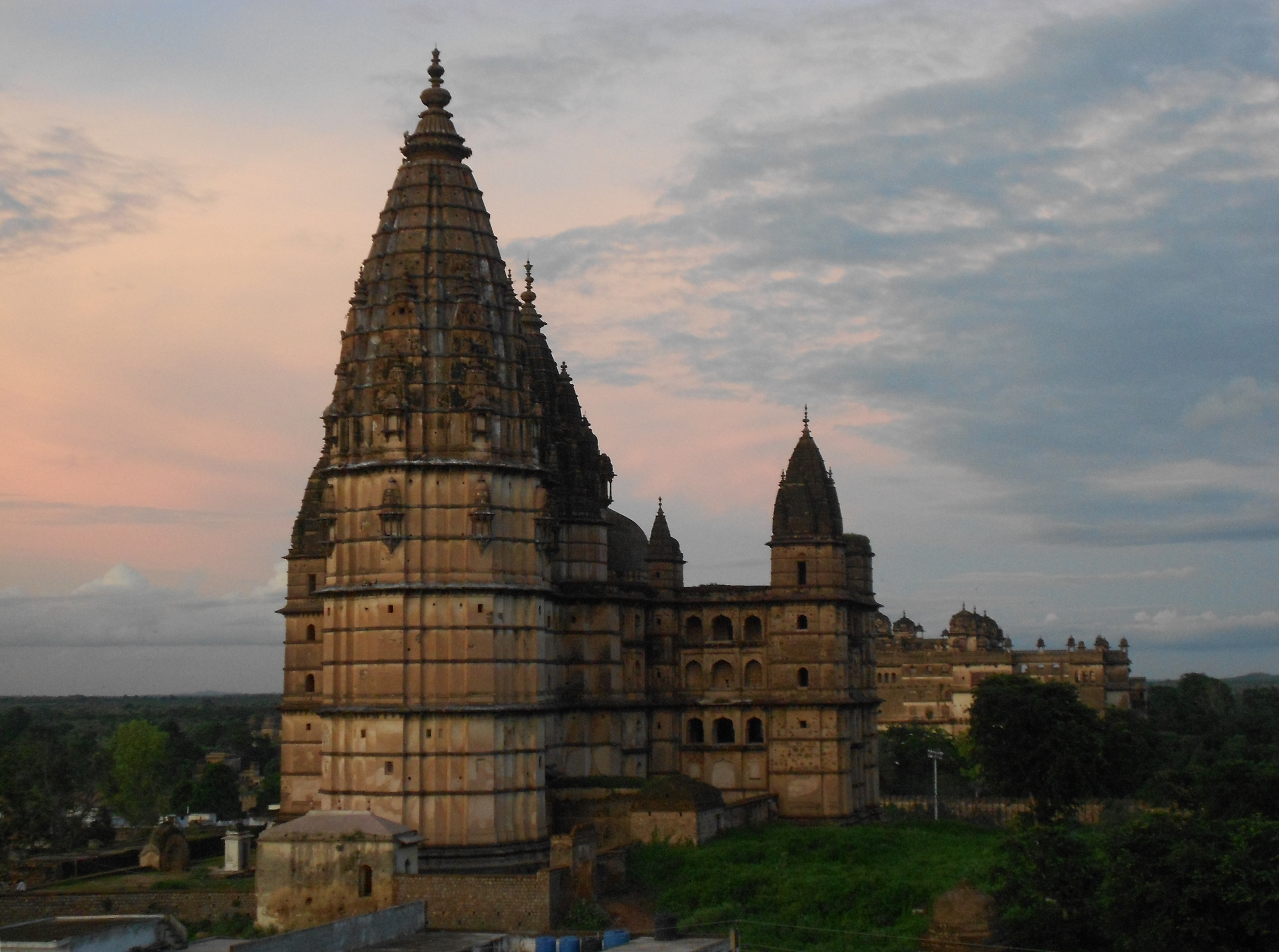
Templo de Chaturbhuj en Orchha

El templo de Chaturbhuj tiene elevadas agujas en forma de piña, construidas sobre una plataforma de 4,5 m de altura. La altura total del templo es de 105 m. Su diseño se compara con el de una basílica cristiana y se ideó para asemejarse a los cuatro brazos de Vishnu, para quien fue construido.  La imponente vista del templo es la de un palacio de varios pisos con aberturas con arcadas, una entrada muy grande, una gran torre central y fortificaciones. El ascenso hasta la fachada del templo implica subir una escalera de caracol con 67 escalones empinados y estrechos, cada uno de aproximadamente 1 m de altural. El interior tiene muchas salas. La sala principal o mandapa del templo está construida en forma de cruz y se dice que es una mezcla de la arquitectura Māru-Gurjara. Su disposición es en ángulo recto con el vestíbulo y con una distribución idéntica en cada lado.
El exterior está ricamente adornado con símbolos del loto. El edificio muestra una mezcla de estilos religiosos y seculares propios de la arquitectura de templos y fuertes. Está orientado al este y está ubicado cerca de Ram Mandir, dentro del complejo del fuerte Orccha. Sin embargo, no hay mucha ornamentación en la parte interior del templo. El techo de la cúpula central está cubierto de flores de loto. Las características arquitectónicas exteriores incluyen «molduras de piedra en forma de pétalos y diseños florales y geométricos pintados,  fajas de piedra enjoyadas y voladizos de falsos balcones».
Se dice que cuando se construyeron las torres del templo fueron cubiertas con un baño de oro, pero que a lo largo de los años fueron robadas.
Se puede acceder a la cubierta del templo, desde donde se tienen vistas panorámicas de la ciudad de Orccha, el sinuoso río Betwa, el Sawan Bhadon, el templo Rama Raja y el imponente templo de Laxmi Narayan.

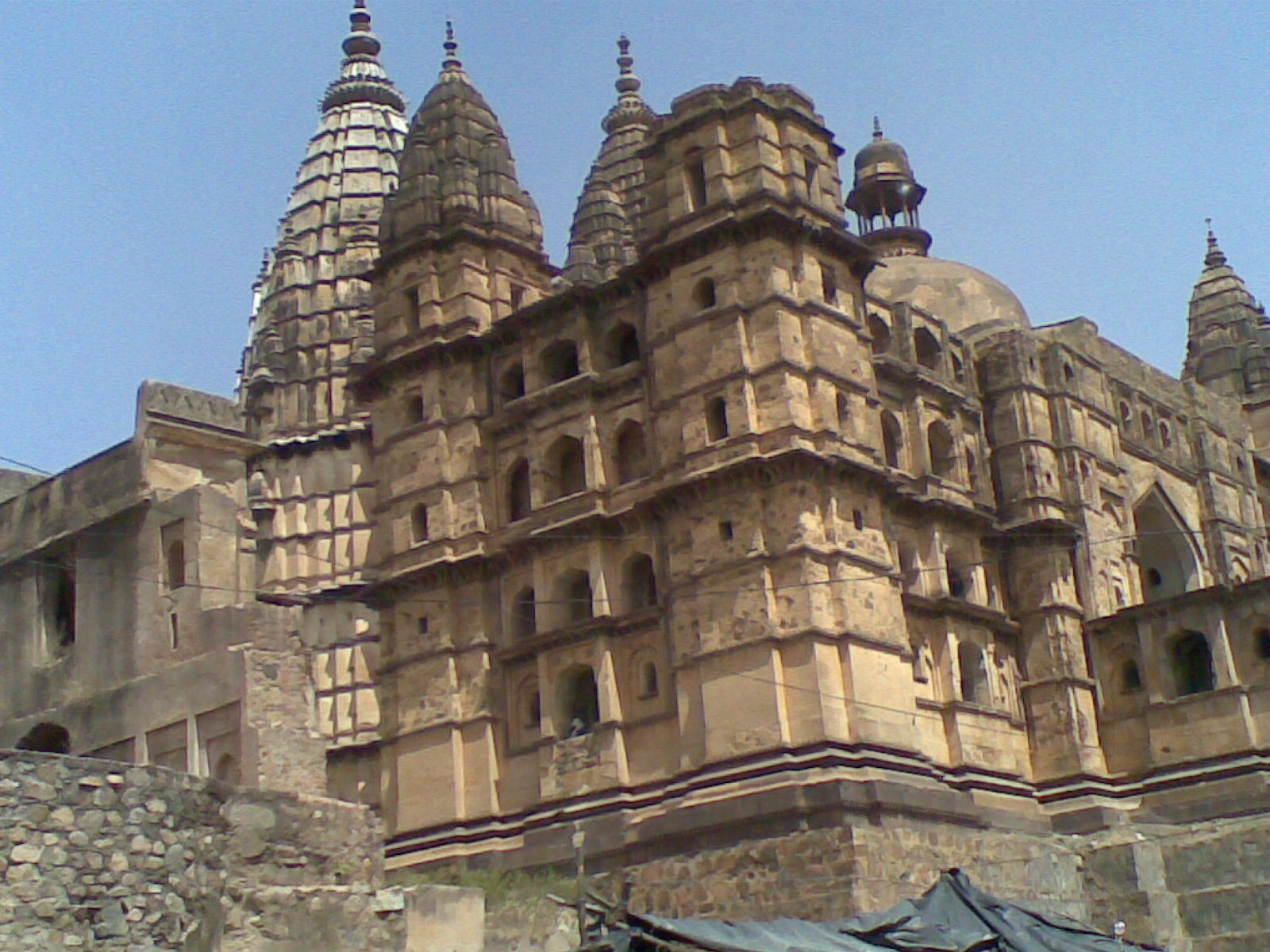
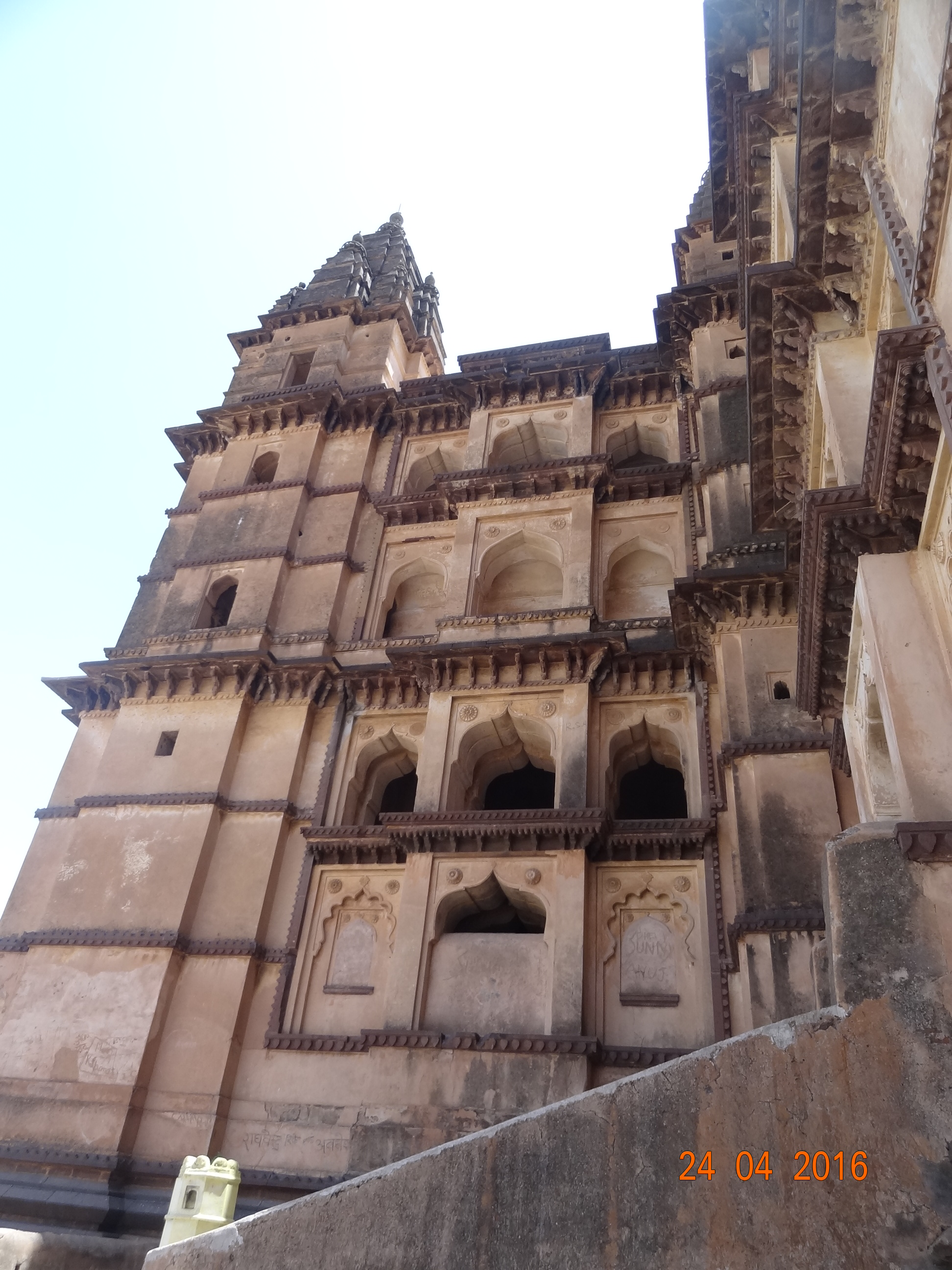
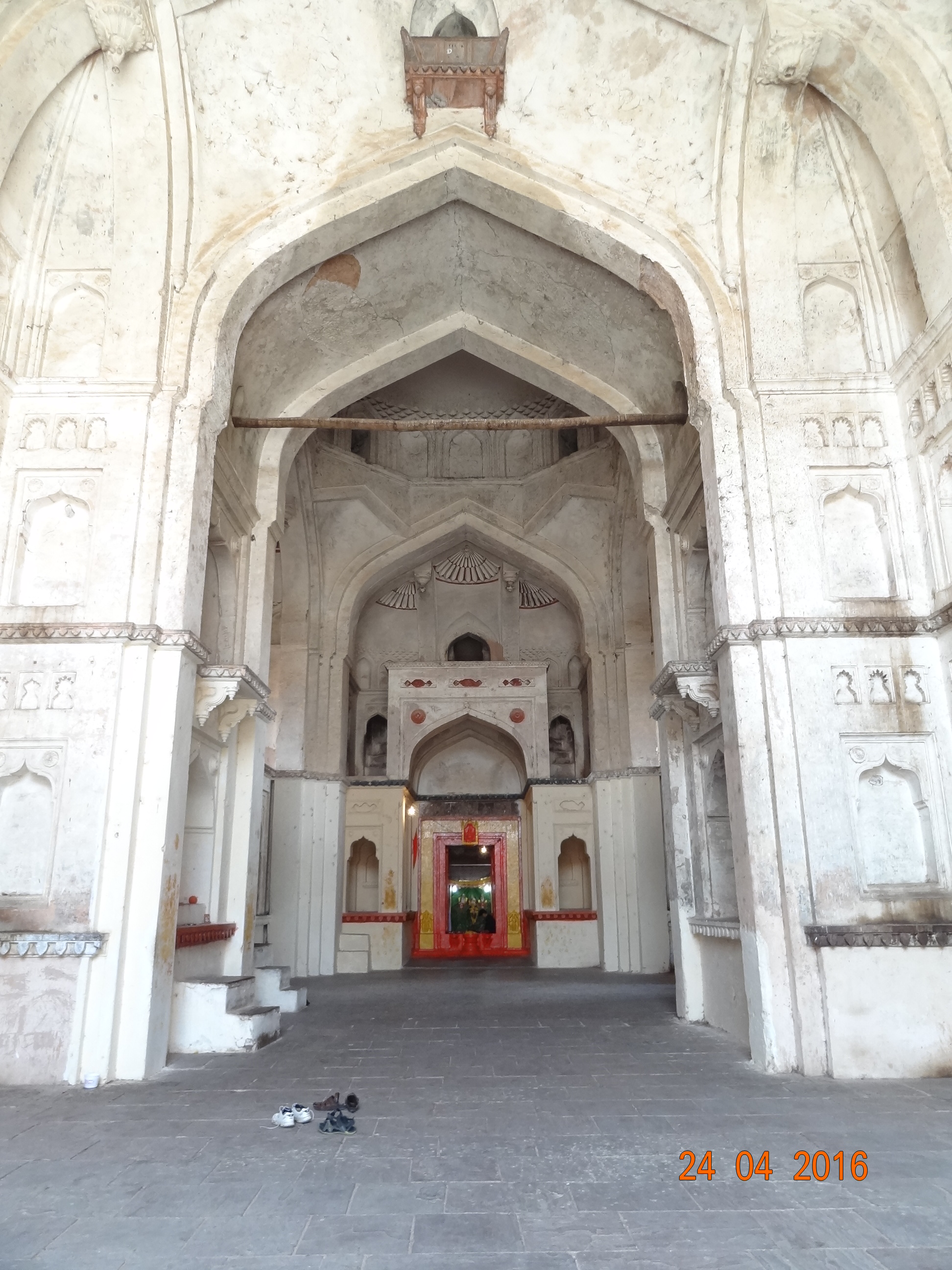
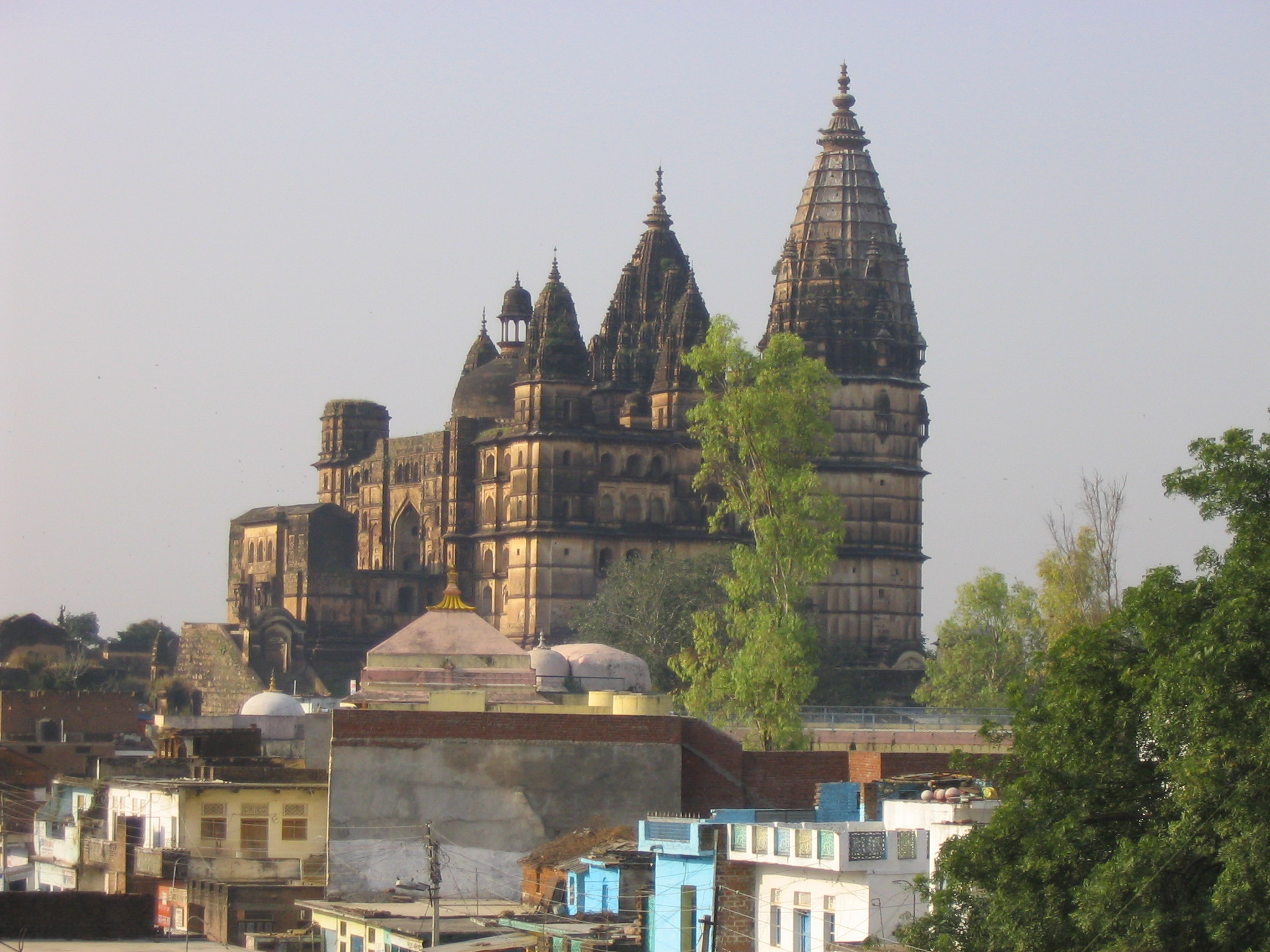
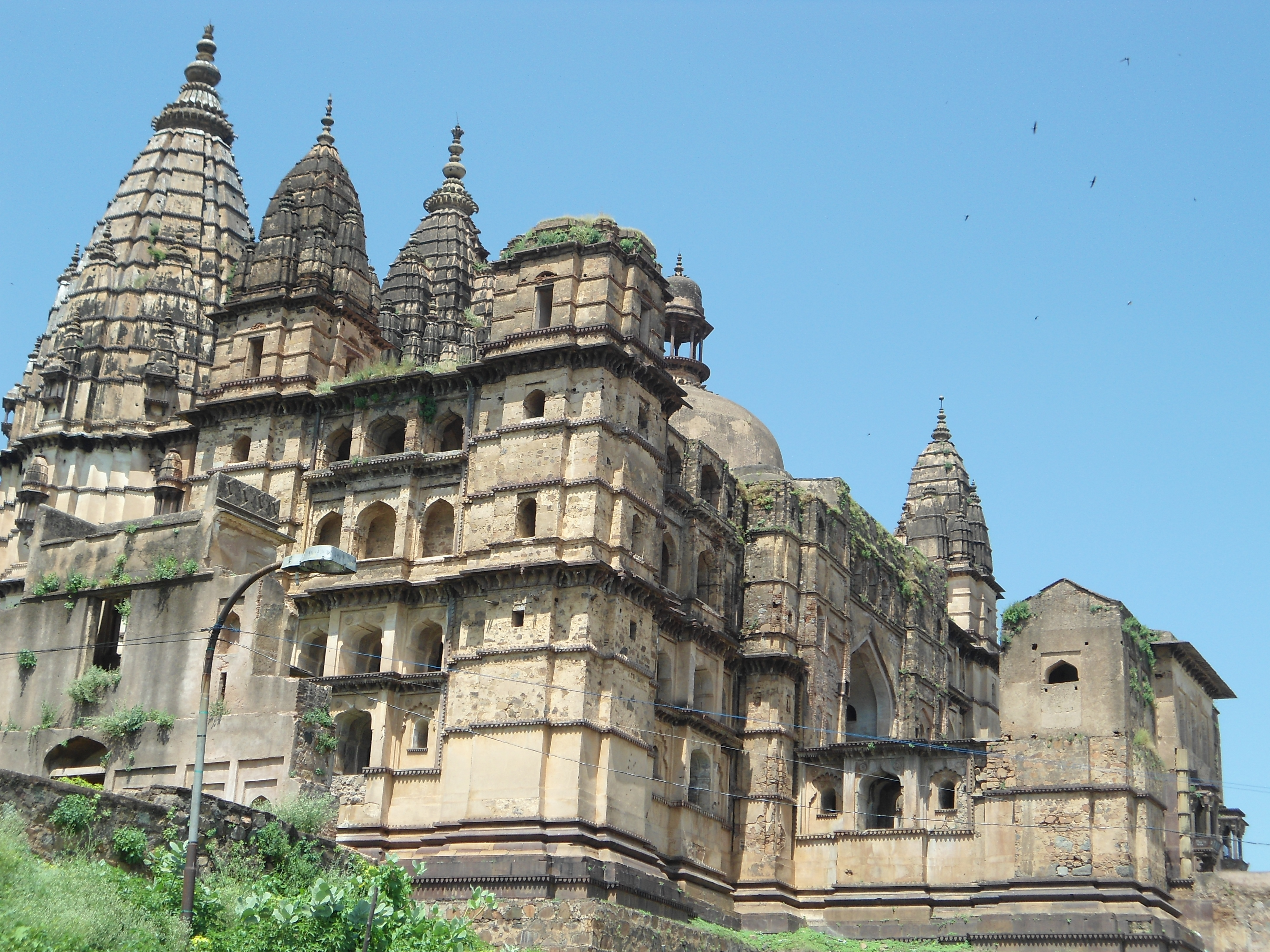